# Nils-Aslak Valkeapää
Pour les articles homonymes, voir Valkeapää.
Nils-Aslak Valkeapää (appelé Áillohaš en same du Nord), né le 23 mars 1943 à Enontekiö et mort le 26 novembre 2001 à Espoo, est un écrivain, poète et musicien finlandais de culture same. Jusqu'à présent, il est le seul Same à avoir obtenu le Grand prix de littérature du Conseil nordique en 1991 pour son oeuvre Beaivi áhčážan. Il est aussi internationalement connu pour avoir chanté lors de la cérémonie d'ouverture des Jeux olympiques d'hiver de 1994 à Lillehammer.

## Vie
Nils-Aslak Valkeapää est né dans une famille pratiquant l’élevage traditionnel de rennes, mais étudia pour devenir professeur des écoles. Il passa une grande partie de sa vie à Käsivarsi en Finlande, près de la frontière avec la Suède, mais aussi à Skibotn en Norvège. Il meurt en 2001 d’une embolie pulmonaire après un vol long-courrier.
Valkeapää était de son vivant, la personnalité same la plus connue. En parallèle de ses activités artistiques, Valkeapää a consacré une part importante de sa vie à la défense politique des Sames et des populations autochtones.

## Œuvres artistiques

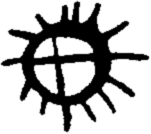
Le symbole du soleil de Nils-Aslak Valkeapää.

Le chant traditionnel same du joik avait une place très importante dans sa musique, mais aussi dans ses œuvres picturales et littéraires. Il bâtit son succès musical dans les années 1960 en tant qu’interprète du joik. Cette période correspond à la redécouverte de leurs origines par les jeunes Sames. Valkeapää s’imposa donc comme un interprète majeur de cette nouvelle génération de chanteur de joik. Son première enregistrement, Joikuja paru en 1968 contient une version modernisée du joik. Valkeapää a aussi écrit la musique du film Ofelaš ,connu à l’international sous le nom de The Pathfinder en 1987, et réalisé par Nils Gaup. Il y joua le rôle du Siida-Isit.
En tant qu’écrivain, il utilisa principalement sa langue maternelle, le same du nord. Son œuvre a été traduite, essentiellement dans les autres langues des pays nordiques. Certains de ses poèmes ont été traduits en allemand par Christine Schlosser et publiés dans la collection Samica. L’œuvre de Valkeapää jouit d’une grande popularité en Norvège – le pays nordique comptant la plus grande communauté same. Sa première publication était un pamphlet politique intitulé Terveisiä Lapista, adressé aux élites politiques nordiques. Il fut également le premier secrétaire du Conseil mondial des peuples indigènes (World Council of Indigenous Peoples). À ce poste, il est devenu modèle, non plus seulement pour les artistes sames, mais aussi pour tous les membres des communautés autochtones de par le monde. Au total, il a publié huit recueils de poèmes. Un des plus connus est inspiré par le poème Beaivi áhčážan d’Anders Fjellner – traduit en anglais, avec le titre The Sun, My Father.

## Livres

### Pamphlets
- Terveisiä Lapista, Helsinki, Otava, 1971

### Recueils de poèmes
- Giđa ijat čuovgadat (1974)
- Lávllo vizár biellocizáš (1976)
- Ádjaga silbasuonat (1981)
- Ruoktu váimmus (1985)
- Beaivi, Áhčážan (1988)
- Jus gazzebiehtár bohkosivccii (1994)
- Girddán, seivvodanš (1999)
- Eanni, eannázan (2001)

## Discographie
- Joikuja (1968)
- Juoigamat (1973)
- Vuoi Biret-Maaret, vuoi! (1974)
- De cábba niegut runiidit (1976)
- Duvva, Áilen Niga elle ja Aillohas (1976)
- Sámi eatnan duoddariid (1978)
- Sápmi, vuoi Sápmi! (1982)
- Davas ja geassai (1982)
- Beaivi, áhčážan (1988)
- Eanan, eallima eadni (1990)
- Sámi luondu, gollerisku (1992)
- Goase dusse (1994)
- Dálveleaikkat (1994)

## Prix et récompenses
- 1991, grand prix de littérature du Conseil nordique.
- 1996, prix Finlande